# 苏安塞斯
苏安塞斯，是西班牙坎塔布里亚的一个市镇。总面积25平方公里，总人口6573人（2001年），人口密度263人/平方公里。